# Prunus costata
Prunus costata — вид квіткових рослин з родини трояндових (Rosaceae). Ареал охоплює такі країни: Індонезія (Папуа), Папуа Нова Гвінея.

## Середовище
Це вид дерева, що зустрічається в лісах, а також у відкритих субальпійських середовищах існування, таких як зарості; на висоті від 1500 до 3700 метрів.

## Морфологічна характеристика
Це дерево, що може сягати від 10 до 25 м заввишки, морфологічно дуже схоже на Prunus grisea var grisea, за винятком насіння. Його квітки розташовані на китиці та мають білі пелюстки довжиною лише 1–3 мм, з 20–35 тичинками кожна. Численні тичинки зазвичай мають довжину 5,5 мм, що надає квіткам щетинистого вигляду. P. costata цвіте 3–4 рази на рік і успішно зав'язує плоди після більшості цвітінь.

## Використання
Цю породу дерева збирають у дикій природі для місцевого використання, а її кора використовується для виготовлення традиційних поясів.